# HD 48994
Désignations
HD 48994, également connue par sa désignation dans le catalogue Hipparcos de HIP 32523, est une étoile géante orangée située dans la constellation des Gémeaux. Sa magnitude apparente est de 7 et elle n'est donc pas visible à l’œil nu. Sa luminosité est diminuée de 0,17 magnitude en raison de l'extinction due à la matière interstellaire présente entre la Terre et l'étoile.

## Environnement stellaire
HD 48994 est distante de ∼ 514 a.l. (∼ 158 pc) de la Terre et elle se rapproche du système solaire avec une vitesse radiale de −30 km/s. Aucune variation de sa vitesse radiale qui pourrait être attribuée à un compagnon n'a été détectée. C'est possiblement (à 52,6%) une étoile à grande vitesse, qui se déplace rapidement comparée à la vitesse moyenne des étoiles dans le voisinage du Soleil.

## Propriétés
HD 48994 est une géante rouge de type spectral K0, dont la magnitude absolue est de 0,98. Son rayon est environ 10 fois plus grand que celui du Soleil et sa luminosité vaut 47 fois celle du Soleil. Sa température de surface est de 4 727 K.